# Amorphoscelis javana
Amorphoscelis javana är en bönsyrseart som beskrevs av Roger Roy 1966. Amorphoscelis javana ingår i släktet Amorphoscelis och familjen Amorphoscelidae. Inga underarter finns listade i Catalogue of Life.